# Argumentation
 (mai 2016).
Si vous disposez d'ouvrages ou d'articles de référence ou si vous connaissez des sites web de qualité traitant du thème abordé ici, merci de compléter l'article en donnant les références utiles à sa vérifiabilité et en les liant à la section « Notes et références ».
L’argumentation est l'action de convaincre et pousser ainsi l'autre à agir. Contrairement à la persuasion, elle vise à être comprise de tous et résiste à l'utilisation d'arguments fallacieux. L’argument est, en logique et en linguistique, l’ensemble des prémisses données en support à une conclusion.
Une argumentation est composée d'une conclusion et d'un ou de plusieurs « éléments de preuve », que l'on appelle des prémisses ou des arguments, et qui constituent des raisons d'accepter cette conclusion. On distingue trois grands groupes :
- l'art de démontrer : on s'appuie sur des faits, des preuves, une loi incontestable ;
- l'art de persuader : l'émetteur fait appel au sentiment des destinataires tels que émouvoir, rire ou encore provoquer ;
- l'art de convaincre : l'auteur fait appel à la raison du destinataire, mais sans utiliser forcément de faits scientifiques.

Une argumentation convaincante peut bien souvent consister à simplement énoncer un fait, afin de permettre à l'interlocuteur d'en avoir connaissance.
Argumenter, c'est exhorter une personne à agir, en montrant que les conséquences de cette action causent un bien, éthique, matériel, physique, psychologique, économique ou autre, accepté par l'opinion générale. Par exemple, on peut démontrer que l'inflation nuit à la croissance économique, on peut prouver que la Terre est ronde. Ces conclusions deviennent des arguments (1) quand elles sont rattachées à un conseil pour déterminer une action ou (2) quand elles déterminent une action, une décision. Une démonstration change la connaissance ; une preuve change la connaissance et la perception ; un argument change une décision d'agir.
Persuader ou convaincre, c'est modifier la décision d'agir d'une personne par des arguments.
Ce sont les prêtres, dans les sermons, les avocats, dans les plaidoyers, les politiciens, dans les discours, les compagnies, dans les messages publicitaires, qui emploient des arguments.
S'abstenir du péché et faire le bien, faire absoudre un accusé, gagner des suffrages, vendre la marchandise sont les actions souhaitées par ces communicateurs.
L'argumentation désigne également l'échange discursif effectif par lequel des interlocuteurs tentent de défendre une position ou de faire accepter un point de vue.
Plus largement, l'argumentation est un champ d'études à la fois descriptif et critique qui s'intéresse à la mise en forme des arguments (oralement ou par écrit) en vue, notamment, de la persuasion d'un auditoire. En ce sens, l'argumentation est une branche de la rhétorique.

## Évolution et définitions
Une argumentation est jugée bonne ou mauvaise selon que les prémisses sont acceptables (logiquement ou consensuellement) et qu'elles sont jugées suffisantes pour soutenir la conclusion. Lorsqu'une argumentation n'est pas conforme à ce cadre normatif ou à certaines règles d'inférence logique, elle sera qualifiée de paralogisme (en anglais, on parle de fallacy).
Une argumentation peut, par ailleurs, être convaincante ou non pour tel ou tel public (auditoire, selon l'ancienne rhétorique). Plusieurs facteurs peuvent faire en sorte qu'une bonne argumentation ne convainque pas quelqu'un (préjugés, intérêt personnel, manque de connaissance du domaine, aveuglement passionnel, impertinence, etc.). Ces mêmes facteurs peuvent également faire en sorte qu'une mauvaise argumentation convainque néanmoins quelqu'un ; c'est ce qu'avait déjà observé Aristote dans les Topiques et les Réfutations sophistiques.
Selon Chaïm Perelman (Traité de l'argumentation, écrit en collaboration avec Lucie Olbrechts-Tyteca, 1959), l'argumentation est la manière de présenter et de disposer des arguments (raisonnements ou raisons avancées n'ayant pas valeur de preuve mais qui s'imposent à tout être raisonnable) à l'appui d'une thèse ou contre celle-ci, en vue d'obtenir l'adhésion par consentement d'un auditoire. Elle se démarque de la démonstration, qui repose sur des faits, lesquels emportent l'adhésion par évidence devant un auditoire. La démonstration est monologique, elle est un enchaînement nécessaire de propositions, le parangon étant la démonstration mathématique, là où l'argumentation est dialogique, raisonne sur du probable, est incomplète et donc ouverte à la réfutation.
La distinction argumentation/démonstration, qui identifierait la démonstration au raisonnement scientifique, est fragilisée. Que cela soit dans le cadre de l'épistémologie de Karl Popper (1902-1994) ou de Thomas Samuel Kuhn (1922-1996), la science se caractérise par la remise en cause de ses propositions — cette remise en cause pouvant être graduelle (Karl Popper) ou révolutionnaire (Thomas Samuel Kuhn). Le doute plus que la certitude anime la science.
Parmi les nombreuses contributions post-perelmaniennes à l'étude de l'argumentation figurent notamment les travaux de :
- Stephen Toulmin (The uses of argument, 1959) ;
- Kenneth Burke (dramatisme) ;
- Stefan Goltzberg (argumentation juridique, philosophie du droit) ;
- Georges Vignaux (approche cognitive de l'argumentation) ;
- Michel Meyer (approche philosophique, rhétorique) ;
- Marc Angenot (rhétorique du pamphlet et approche historique des schémas argumentatifs) ;
- Oswald Ducrot (approche linguistique et pragmatique) ;
- Jean-Blaise Grize (logique « naturelle ») ;
- Douglas Walton (logique informelle et étude des fallacies) ;
- Frans Van Eemeren et Rob Grootendorst (pragma-dialectique) ;
- Harald Wohlrapp (non sujette à objection « Einwandfreiheit ») ;
- Christian Plantin (approche linguistique) ;
- Jean-Michel Adam (approche textuelle) ;
- Ruth Amossy (approche littéraire de l'argumentation) ;
- Philippe Breton (approche communicationnelle) ;
- Marianne Doury (approche pragmatique et sémantique).

Des approches philosophiques ont également été proposées par Karl-Otto Apel (1922-2017) et Jürgen Habermas (1929-) dans le cadre d'une théorie de l'éthique de la discussion.

## Différence entre argumentation et démonstration selon Luc Ferry
Dans le cadre d'une polémique qui l'a opposé au mathématicien Cédric Villani (1973-), le philosophe et ancien ministre Luc Ferry (1951-) a souligné qu'il ne faut pas confondre l'argumentation et la démonstration. La démonstration, qui, dans le domaine des mathématiques, relève de la déduction logique, est en effet très peu utilisée dans la vie quotidienne, tandis que l'argumentation est très souvent utilisée dans tous les cas où il est nécessaire de pousser quelqu'un à agir.

## Typologie des arguments

### Les définitions
Une définition est un argument qui pose une relation d'équation ou d'équivalence en vue de donner un sens à un concept.
La rhétorique use alors de multiples définitions que reproduit le tableau ci-dessous :
| Définition                                      | Propriétés en rhétorique | Domaines d'utilisation                                                          |
| ----------------------------------------------- | --- | ------------------------------------------------------------------------------- |
| « définition en compréhension et en extension » | Permet de donner les propriétés caractéristiques d'un objet en vue d'en permettre une représentation abstraite ou intellectuelle. Il s'agit alors d'énumérer les éléments constitutifs de l'objet. | Dans les sciences et dictionnaires.                                             |
| « définition descriptive »                      | Substitue au terme à expliquer un autre terme purement descriptif, tout en ignorant les propriétés essentielles de l'objet à décrire.                                                              | Dans les descriptions littéraires et les paraphrases.                           |
| « définition opératoire »                       | Définit le terme au moyen de ses effets. | En sciences, dans le droit ou en médecine.                                      |
| « définition explicative »                      | Étend la notion à toutes ses implications conceptuelles, le but étant d'accéder à l'essence de l'objet.                                                                                            | Dans les codes juridiques et les lexiques.                                      |
| « définition conventionnelle »                  | Crée un concept nouveau, en accord avec l'interlocuteur. | Avec des néologismes dans les sciences et les sciences humaines et les jargons. |
| « définition orientée »                         | Purement rhétorique, prépare le destinataire du message à un développement argumentatif à partir de notions définies mais adaptées à l'auditoire.                                                  | Dans le langage politique ou la vulgarisation scientifique.                     |
| « définition condensée »                        | Condense une notion par une formule simplificatrice. | Dans les slogans politiques ou publicitaires, les amalgames et les tautologies. |

### La comparaison et le distinguo
Par opposition avec l'analogie, la « comparaison » est un argument (à distinguer donc de la figure de style du même nom) qui permet de définir ou d'exprimer une notion ou un objet en le rapprochant ou en le distinguant d'autres objets ayant une ou plusieurs propriétés en commun. On peut par exemple comparer le fonctionnement du siphon avec celui du geyser. L'argument comparatif met néanmoins de côté le contexte, en cela, c'est un argument simplificateur et manipulateur. Les discours démagogiques l'utilisent beaucoup afin d'établir des « raccourcis de pensée » (par exemple comparer la chute de l'Empire romain avec la situation américaine).
Le « distinguo » est, a contrario, une comparaison négative. Il consiste à « définir une notion ou un objet en utilisant, pour le rejeter, un comparant inférieur ou inadéquat ». Les figures de l'antithèse et de la correction y sont courantes.

### L'incompatibilité
Il s'agit de « deux assertions qui ne peuvent coexister dans un même système, sans ipso facto, se nier logiquement », comme dans la proposition un astre ne peut être à la fois une planète et une étoile. L'« incompatibilité » est un argument quasi logique à distinguer cependant de la contradiction pure selon Chaïm Perelman. Le discours scientifique ou encore les dictons reposent sur de nombreuses arguments d'incompatibilités. Jean-Jacques Robrieux distingue par ailleurs plusieurs types d'incompatibilité dans le discours rhétorique :
1. l'« autophagie » (étymologiquement l'idée « se mange elle-même ») qui est « l'incompatibilité d'un principe avec ses conditions d'énonciation, ses conséquences ou ses conditions d'application » comme dans l'expression « rail de sécurité destiné aux aveugles », qui fait référence à un panneau de signalisation qu'un aveugle ne peut évidemment pas percevoir. La « rétorsion » est alors l'argument qui consiste à la mettre en évidence ;
2. le « tiers exclu » selon lequel si une proposition est vraie sa négation est nécessairement fausse et vice-versa.
3. le « dilemme » est « une alternative qui conduit à opter pour le moindre mal » ; l'exemple littéraire reste le « dilemme cornélien » exposé dans la pièce Le Cid. Rodrigue, le héros, a le choix entre venger son père et donc tuer le père de Chimène, qu'il aime, ou laisser impuni l'offense sur son père et épouser celle qu'il aime. Dans le discours rhétorique, le « faux dilemme » est particulièrement manipulateur ; il est par ailleurs selon Jean-Jacques Robrieux « l'argument du pessimisme »[5].

### Autres arguments formels
Provenant plus spécifiquement du raisonnement mathématique, ils sont particulièrement utilisés par la rhétorique dans des domaines controversables.
| Argument                                       | Propriétés en rhétorique | Exemple |
| ---------------------------------------------- | --- | --- |
| L'« identité apparente »                       | Il y a rapport d'équivalence entre deux idées alors que le sujet et le prédicat ne renvoient pas exactement au même référent. | « Paris sera toujours Paris ». |
| La « tautologie »                              | Jugement dont le prédicat n'ajoute aucune information au thème | « La lumière est un mouvement luminaire des corps lumineux » (cité par Blaise Pascal). |
| La « réciprocité »                             | Argument fondé sur la symétrie de jugement. | « Mets-toi à ma place ». |
| La « transitivité »                            | D'un argument vu comme équivalent à un deuxième lui-même équivalent à un troisième, on en déduit que celui-ci est égal au premier (« a = b », « b = c » alors « a = c »). | « Les amis de mes amis sont mes amis ». |
| L'« argument par l'absurde » (ou « apagogie ») | Argument qui consiste à envisager la ou les conclusions autres que celle à laquelle on veut aboutir, et le cas échéant toutes les conséquences qu'elles entraînent, afin d'en montrer l'absurdité (le caractère auto-réfutant). Aristote l'étudie en détail dans ses Analytiques | « Un de mes amis, qui s'appelle Pierre, m'avait dit : « Je passerai peut-être chez toi lundi après-midi. Si tu n'es pas là, je laisserai un mot dans la boîte aux lettres ». Or, j'ai été obligé de sortir lundi après-midi. En rentrant chez moi, je constate qu'il n'y a pas de mot dans la boîte aux lettres. » |
| L'« argument de partition »                    | Argument qui consiste à décomposer une thèse en ses composantes. | « L'État ne favorise pas la liberté. Il n'existe en effet pas de liberté d'aller et venir, pas de liberté d'expression, de réunion, etc. » |
| L'« argument de l'inclusion »                  | Argument qui consiste à inférer un jugement sur l'un des éléments à partir d'un examen de l'ensemble auquel il appartient. | « Ce qui ne lèse point la cité ne lèse pas non plus le citoyen » (Marc Aurèle) |
| L'« argument a pari »                          | Argument qui stipule que les cas semblables doivent subir des traitements analogues. On parle de règle du précédent lorsque de deux situations identiques on traite la seconde sur le modèle de la première.                                                                     | Les règles de justice et la jurisprudence se fondent dessus. |
| L'« argument a contrario »                     | Argument qui consiste à dire que si un phénomène appelle un jugement, alors le phénomène inverse doit entraîner le jugement inverse. | « Les salaires modestes doivent payer très peu d'impôts car ils ne permettent de vivre que modestement ; par contre, les hauts salaires doivent être fortement taxés car ils permettent de vivre luxueusement, donc permettent de se priver. »                                                                     |
| L'« argument des inséparables »                | Argument qui assoit deux situations ou deux idées en posant qu'on ne peut considérer l'une sans l'autre ; c'est l'argument du « tout ou rien ». | « Si l'on est catholique, on est contre l'avortement. » |
| L'« argumentation probabiliste »               | Argument qui fonde son autorité sur la logique quantitative des statistiques | L'argumentation commerciale des assureurs. |

### Les arguments empiriques
Ces arguments se fondent sur l'expérience. Contrairement aux arguments logiques ils ne peuvent exister sans une observation du champ de la réalité (appelée « empirie »). D'après Jean-Jacques Robrieux, ils se sous-divisent en trois groupes :

#### Les arguments fondés sur la causalité et la succession
| Argument                                                  | Propriétés en rhétorique | Exemple |
| --------------------------------------------------------- | --- | --- |
| L'« argumentation pragmatique » (ou « ad consequentiam ») | Argument qui établit une cause par l'examen des conséquences | L'utilitarisme. |
| La « description » et la « narration »                    | Il s'agit de décrire, soit dans l'espace (description), soit dans le temps (narration) les faits afin de les expliquer.                                                                            | Plaidoyer contre la peine de mort en décrivant une exécution. |
| L'« argument du sacrifice »                               | Rendre crédible une thèse ou une action en arguant d'un sacrifice qui ne pouvait être consenti sans une conviction et une bonne foi absolues.                                                      | L'argumentation de la martyrologie. |
| L'« argument du gaspillage »                              | Argument qui consiste à respecter l'engagement en faveur d'un projet afin que les efforts consentis ne soient pas perdus ; sorte de « quitte ou double ».                                          | « Notre banque ne peut renflouer Mr. Untel, autrement elle perdra tous les crédits accordés. » |
| L'« argument du dépassement »                             | Argument qui insiste sur la possibilité d'aller toujours plus loin dans un certain sens, sans que l'on entrevoie une limite dans cette direction, et cela avec un accroissement continu de valeur. | Lieu commun de la victoire électorale comme dans : « Le triomphe du Front Populaire est écrasant (…) Maintenant il faut agir » (Léon Blum). Ou après une victoire syndicale : « Nous avons gagné une bataille, mais le combat continue ! » |
| L'« argument de la direction »                            | Argument qui stipule que toute action ou idée sera poussée jusqu'au bout. | « jusqu'où irons-nous ? ». |

#### Les arguments fondés sur une confrontation
| Argument                                           | Propriétés en rhétorique | Exemple |
| -------------------------------------------------- | --- | --- |
| La « disqualification » ou « argument ad hominem » | Argument qui met en évidence l'opposition entre ce que l'on sait d'une personne et ce qu'elle a dit ou fait.                                                                   | La disqualification de Jean-Jacques Rousseau et de son Émile en prenant comme argument le fait qu'il ait abandonné ses enfants.                  |
| L'« apodioxis »                                    | Argument qui permet de refuser une discussion accusée de manquer de sérieux.                                                                                                   | Les pseudo-sciences sont mises à l'écart du domaine scientifique pour leur absence de rigueurs méthodologiques.                                  |
| L'« argument d'autorité »                          | Argument qui consiste à faire admettre une thèse en la rapportant à son auteur, considéré comme d'autorité et digne de foi.                                                    | Énoncer la pertinence de la notion de réfutabilité de Karl Popper en sciences formelles pour discréditer une thèse tenant des sciences humaines. |
| L'« argument a fortiori » « a minori ad majus »    | Argument qui consiste à mettre en présence deux ordres de grandeur comparable pour dire que si l'on admet le plus petit, on admet alors le plus grand « à plus forte raison ». | Les prescriptions négatives en droit : « S'il est interdit de camper sur un lieu, il est a fortiori interdit d'y faire du feu. »                 |
| L'« argument a fortiori » « a majori ad minus »    | Argument qui consiste à mettre en présence deux ordres de grandeur comparable pour dire que si l'on admet le plus grand, on admet alors aussi le plus petit.                   | Les prescriptions positives en droit. : « Si l'on peut être éligible à un scrutin, on peut a fortiori y être électeur. »                         |

#### Les arguments inductifs et l'analogie
Avec ces arguments reposant sur l'induction, le raisonnement dépasse la simple analyse du réel et en propose un traitement davantage abstrait à but herméneutique.
- L'« exemple » est un argument s'appuyant sur un cas particulier et concret. C'est un argument très courant permettant d'étayer une thèse. Il peut être aussi un moyen de réfutation, on l'appelle alors le « contre-exemple ». Plus rarement, il permet de faire une preuve par l'exemple[réf. nécessaire].
- L'« illustration » permet une thèse considérée comme admise en lui donnant une apparence vivante et concrète, en frappant l'imagination. Les fables de Jean de La Fontaine sont des illustrations pédagogiques par exemple.
- Le « modèle » est un argument qui propose un personnage ou un groupe humain comme support d'identification. Très proche de l'argument d'autorité, il se concrétise en politique par le culte de la personnalité et dans la publicité à travers les allégories (la « mère Denis » par exemple). Il existe aussi un argument modèle négative, se fondant sur des « anti-modèles » à ne pas imiter (le personnage d'Harpagon de Molière pour l'avarice par exemple) ; Chaïm Perelman explique que le recours aux concepts de Dieu ou de Diable se fonde sur la rhétorique du modèle et de l'antimodèle, qui permet un raisonnement dialectique[note 1].
- L'« argument par analogie » ou « a simili » est un argument qui compare deux rapports, soit quatre termes, dans un raisonnement croisé, de type si a est à b ce que c est à d. Il s'agit donc de faire comprendre une idée en la transposant dans un autre domaine, au moyen de l'analogie et selon une certaine structure. La métaphore est une analogie poétique même si elle peut véhiculer une volonté rhétorique de persuader l'interlocuteur. Jean-Jacques Robrieux cite Aristote comme exemple d'argument analogique[9] :

« De même que les yeux de la chauve-souris sont éblouis par la lumière du jour, de même notre intelligence est éblouie par les choses les plus naturellement évidentes. »

L'analogie a un rôle puissamment heuristique (qui fait découvrir une vérité) et pédagogiques, cependant, le recours à l'image permet des détournements manipulateurs (c'est le cas en science par exemple : la métaphore simplifie trop la théorie parfois).

### Les arguments contraignants et de mauvaise foi
Ces types d'arguments sont hautement manipulateurs, mais à des degrés divers. Ainsi, les auteurs distinguent ceux fondés sur le bon sens, l'appel au conformisme, la ruse ou la violence. Ils sont également peu logiques. Peu étudiés au cours des siècles, Jean-Jacques Robrieux remarque qu'ils font « l'objet d'un regain d'intérêt théorique depuis quelques décennies seulement, au moment où les démocraties, le système consumériste et les médias se sont mis à les employer abondamment ». Certains de ces arguments ont recours aux valeurs (ce sont les repères moraux admis par une société donnée et partagées par tous), d'autres sont plus particulièrement des ruses sophistiques destinées à gagner à tout prix le débat. Ils sont : le proverbe, les lieux communs et les questions.
- Les « proverbes » et les « maximes » permettent d'exprimer des valeurs communes ou des vérités éternelles (le présent employé est ainsi appelé « présent de vérité générale »).
- Le « bon sens » et le « normal » permettent de se mettre sous l'autorité de normes générales mais floues. Ils permettent la recherche du consensus et se présentent sous la forme de formules telles : « cela tombe sous le sens », « c'est évident que » etc.
- Les « lieux communs » sont des arguments typiques qui peuvent être employés en toutes circonstances et permettant de manipuler le discours. Il existe un nombre important de lieux communs dont le « lieu de quantité », qui fait appel au plus grand nombre (autorité des sondages, des élections) et qui prône de rejoindre la majorité. Le « lieu de qualité » est au contraire fondé sur le meilleur, l'unique et le singulier ; c'est le lieu de l'élitisme et des poètes. Chaque milieu et même chaque domaine (littéraire, artistique, scientifique et religieux) a ses lieux communs propres.
- Les « questions » sont des arguments se fondant sur l'interrogation, recherchée ou feinte, de l'interlocuteur.

Il existe en premier lieu les « questions dialectiques » qui cherchent à persuader sans recourir à l'agressivité.
| Question                                        | Définition | Exemple                                                                  |
| ----------------------------------------------- | --- | ------------------------------------------------------------------------ |
| La « question rhétorique »                      | Argument qui permet d'éviter la discussion en feignant précisément de la réclamer.                                     | « Est-ce clair? ».                                                       |
| La « question de style »                        | Argument qui place l'interlocuteur en demeure d'expliquer son point de vue ou permet de le placer devant une évidence. | « Est-ce là la justice divine? ».                                        |
| La « question suggestive »                      | Argument qui induit une réponse qui sera exprimée peu après par l'interlocuteur.                                       | Les questions socratiques.                                               |
| La « question à présupposition »                | Questions en séries où toutes ont pour but de découvrir une même vérité mais où chacune semble interroger autre chose. | Les questions lors des enquêtes de police.                               |
| La « question multiple »                        | Question qui oblige l'interlocuteur à répondre d'une seule manière ou de façon orientée.                               | « Ce verbe est-il transitif? Si oui, quel est son complément d'objet? ». |
| La « question-relais » (ou « contre-question ») | Question qui intervient en réponse à une question préalable et qui permet de l'esquiver.                               | « Et pourquoi pas? »                                                     |

Les « questions éristiques » sont elles polémiques ; elles cherchent à agresser l'interlocuteur. Le philosophe Arthur Schopenhauer en a proposé une étude précise dans L'Art d'avoir toujours raison ou Dialectique éristique (1830-1831).
| Question                         | Définition                                                                                               | Exemple                                                                              |
| -------------------------------- | --- | ------------------------------------------------------------------------------------ |
| La « question déstabilisante »   | Vise à embarrasser l'interlocuteur par sa très grande ouverture                                          | « Que signifie être un intellectuel pour vous? »                                     |
| La « question piège »            | Question qui est destinée à montrer l'ignorance de l'interlocuteur sur un sujet qu'il prétend maîtriser. | Demander à un politique le prix d'une baguette de pain.                              |
| La « question provocatrice »     | Attaque directe sur un sujet précis.                                                                     | « Vous vous dites intègre? »                                                         |
| La « question de controverse »   | Permet de révéler les intentions de l'interlocuteur en l'agaçant.                                        | « Es-tu dedans comme au-dehors une vapeur infecte? »(Alfred de Musset, Lorenzaccio). |
| La « question culpabilisatrice » | Vise à pousser l'autre à la justification.                                                               | « De quel droit affirmez-vous que…? »                                                |

Dans le domaine de la mauvaise foi il existe un ensemble d'arguments particulièrement efficaces s'appuyant sur une déficience de logique formelle :
| Argument                                                      | Définition | Exemple |
| ------------------------------------------------------------- | --- | --- |
| Le « sophisme » ou « fallacy »                                | Raisonnement en apparence sensé mais en réalité faux sur le plan logique et fait volontairement. Le but et les prémisses utilisés peuvent être très divers.                                                                     | « Tout ce qui est rare est cher. Un cheval bon marché est rare. Donc un cheval bon marché est cher ».                                                                  |
| Le « paralogisme in dictione »                                | Forme de raisonnement involontairement erroné se fondant sur l'ambiguïté de la langue. | « Avec un régime policier, on est plus en sécurité » peut s'entendre de deux façons.                                                                                   |
| Le « paralogisme extra dictionem »                            | Raisonnement faux en logique mais se voulant vrai. | « S'il est Allemand, c'est qu'il est discipliné? » |
| Le « paralogisme de composition »                             | Erreur, parfois assimilée à une généralisation abusive, qui consiste à doter le tout de la propriété d'une partie. | « Qui sauve un homme sauve tous les hommes ». |
| Le « paralogisme de division »                                | Erreur qui consiste à attribuer à un élément une propriété de l'ensemble auquel il appartient | « Les Républicains sont pour la peine de mort. Tu votes républicain. Tu es donc pour la peine de mort. »                                                               |
| La « pétition de principe »                                   | Raisonnement se fondant sur l'énoncé dans les prémisses d'une proposition que l'auditoire est censé avoir admise mais dont il n'a pas eu la preuve.                                                                             | « Le gouvernement, irresponsable, a été incapable d'éviter les conflits sociaux ».                                                                                     |
| Le « paralogisme non causa pro causa »                        | Raisonnement se fondant sur la confusion entre cause et succession. | « L'eau monte dans le tube dès qu'on a fait le vide ; donc le vide est la cause de l'ascension de l'eau. »                                                             |
| Le « paralogisme de l'accident » (ou « fallacia accidentis ») | Argument qui consiste à rejeter sur une entité ou sur un principe les jugements qu'on s'estime en droit de porter sur des accidents ou des exceptions.                                                                          | « Puisqu'il y a un mauvais médecin, tout le corps médical est incompétent ».                                                                                           |
| Le « paralogisme d'induction défectueuse »                    | Raisonnement qui consiste à inférer hâtivement une loi ou un principe à partir d'observations insuffisantes ou mal établies. | « S'il y a un feu, c'est qu'il faisait trop sec ». |
| Le « paralogisme du dénombrement imparfait »                  | Oubli d'une unité dans une énumération ayant pour effet de fausser la conclusion. | « Un médecin est matérialiste ; donc tous les médecins sont matérialistes ».                                                                                           |
| L'« ignorance de la réfutation » ou « ignoratio elenchi »     | Sophisme caractérisé qui permet d'esquiver les questions de fond par une tactique de diversion. | Défendre un ministre accusé de malversations en prétextant son professionnalisme politique.                                                                            |
| « Sophisme de l'homme de paille »                             | Raisonnement qui consiste à attribuer à l'adversaire une thèse fictive ou déformée. | « Je ne connais pas la position de votre parti politique, mais nous, nous militons pour la justice sociale ».                                                          |
| « Sophisme de l'amalgame »                                    | Raisonnement qui accole deux entités ou deux personnages différents voire opposés, pour fabriquer un ennemi unique dans l'imaginaire des interlocuteurs.                                                                        | « C'est un nazo-stalinien ». |
| Le « paradoxe »                                               | Dénégation de la norme qui vise à choquer. | « Un peuple n'a qu'un ennemi dangereux, c'est son gouvernement ; le vôtre vous a fait constamment la guerre avec impunité » (Saint-Just, discours du 10 octobre 1793). |
| L'« ironie »                                                  | Raisonnement qui permet soit de désarmer l'adversaire en mettant les rires de l'auditoire au service de l'orateur, soit en s'efforçant de faire comprendre une idée par des procédés agréables ou brillants intellectuellement. | « Après ce brillant succès,… » |
| L'« argument du silence »                                     | Il s'agit de ne pas répondre à un propos dérangeant ou insultant | « Je n'ai aucune déclaration à faire sur ce sujet » ou le silence pur et simple.                                                                                       |
| L'« argument de l'excès »                                     | Il vise à exagérer une vérité pour la faire passer en force, s'appuyant sur une hyperbole généralement. | « Ce sont tous des voleurs et des menteurs ; ils voleraient même leurs mères! »                                                                                        |

### Les arguments jouant sur le pathos
Certains arguments ont pour but unique d'émouvoir ou de susciter la pitié. Le discours judiciaire y est particulièrement sensible, notamment lorsque l'avocat de la défense tente d'émouvoir le jury par exemple.
| Argument                                      | Définition                                                                                 | Exemple                                                                           |
| --------------------------------------------- | ------------------------------------------------------------------------------------------ | --------------------------------------------------------------------------------- |
| L'argument ad misericordiam                   | Permet d'esquiver les questions de fond en faisant larmoyer.                               | « Voyez ce pauvre homme détruit par la vie ».                                     |
| L'argument ad baculum                         | Menacer l'interlocuteur en position de faiblesse tout en lui promettant une gratification. | « Si tu ne manges pas de ta soupe, tu n'auras pas de dessert ».                   |
| L'argument ad populum ou argument démagogique | Argument qui joue sur les préjugés du public.                                              | « Si on ne protège pas le peuple, comment votera-t-il aux prochaines élections? » |

## Autres
L'argument est une référence à un gain futur et possible, économique ou moral, référence qui accompagne 
un conseil d'agir. 
Ex : Tu devrais cesser de fumer, parce que fumer est nuisible à la santé. 
Un argument a la forme canonique : si tu fais X, ce que je te conseille, il résultera Y, (gain matériel ou moral). 
En techniques de vente, on distingue les arguments affectifs (ou émotionnels) et les arguments rationnels au travers la mise en avant des caractéristiques, avantages ou bénéfices d'un produit ou service.
Un argumentaire est un ensemble d'arguments à l'appui d'une opinion ou d'une thèse. En techniques de vente, c'est la liste d'arguments à l'usage d'un vendeur.